# 소공녀 (2018년 영화)
"소공녀"는 2018년에 개봉한 대한민국의 영화이다.

## 줄거리
이 이야기는 서른이 넘은 여성 미소의 삶을 중심으로 전개된다. 미소는 자신이 가장 소중하게 여기는 것들의 담배, 위스키, 그리고 남자친구 을 지키기 위해 기본적인 생활 필수품조차도 기꺼이 포기할 각오를 한다.
2015년, 가정부로 일하고 있는 미소는 근근이 생계를 유지할 정도의 수입만을 벌고 있다. 그러던 중 집주인이 월세를 올리기로 하자, 미소는 생계를 유지하기 위해 더 많은 일을 하게 된다. 담배값이 인상되자 더 저렴한 브랜드로 바꾸기도 하지만, 계산 결과 연말까지 자금이 부족할 것이 분명해진다. 주요 지출 항목인 집세, 위스키, 담배를 곰곰이 따져보던 미소는 결국 집세를 포기하기로 결심한다. 그녀는 예전 밴드 동료들의 이름을 목록으로 만들고, 그 집을 돌아가며 머물기로 계획한다.
첫 번째 동료는 고압적인 직장 환경을 이유로 거절한다. 다음으로 찾은 친구는 키보드 연주자였던 현정으로, 따뜻하게 미소를 맞아준다. 하지만 현정의 남편은 손님을 갑작스레 들이는 것이 부모님께 부담이 될 것이라며 불만을 표하고, 결국 부부는 미소가 듣는 앞에서 말다툼을 벌인다. 현정은 시댁 식구들을 위해 요리하는 것이 두렵다는 사실과, 30년간 식당을 운영한 시부모에게 음식 솜씨를 평가받는 것에 대한 스트레스를 고백한다. 아침이 되자 미소는 친구를 위해 아침을 차려주고 조용히 떠난다.
그 다음으로 미소는 드러머였던 대용을 찾는다. 그와는 남동생처럼 가까운 사이였으며, 마침 8개월 만에 결혼 생활이 끝나 빈 방이 있었다. 그러나 남자친구는 남자 친구의 집에 머무는 미소에게 부담을 느낀다며 불편한 심경을 털어놓는다. 결국 미소는 그곳을 떠나 식당에서 하룻밤을 보낸다.
다음에 방문한 기타리스트 우문기의 집에서는 부모가 미소를 환영하며 노골적으로 결혼을 암시하는 눈치를 준다.
그 다음 동료는 최정미다. 정미는 상당히 부유한 삶을 살고 있었으며, 큰 집을 소유하고 있다. 과거 자신이 빚으로 힘들었을 때 미소가 도와준 것을 기억하며, 미소에게 얼마든지 머물라고 말한다. 마침내 집세 부담에서 벗어난 미소는 저축을 시작하게 된다.
한편 남자친구는 극도로 절제된 삶에 지쳤다고 고백하며, 만화가의 꿈을 포기하고 학자금 대출을 갚기 위해 사우디아라비아 파병을 자원했다고 말한다. 이후 미소가 과거 방탕했던 시절을 정미의 남편에게 언급한 것이 계기가 되어, 정미는 불쾌감을 드러내며 미소를 집에서 내쫓는다.
미소는 저렴한 방을 찾아 여러 아파트를 돌아다니지만, 조건은 점점 나빠지고 그녀의 형편에 맞는 집은 좀처럼 보이지 않는다.
시간이 흘러 구체적 시점은 제시되지 않은 채, 미소를 제외한 밴드 동료들이 한 장례식에서 재회한다. 그들은 미소에 대해 형식적인 추억을 나눈다. 이후, 머리가 희끗해진 한 여인이 길을 따라 걷는 모습이 보여지며, 고속도로 옆에 작은 텐트를 치고 머무는 모습으로 영화는 마무리된다.

## 캐스팅
- 이솜 : 미소 역
- 안재홍 : 한솔 역
- 강진아 : 최문영 역
- 김국희 : 정현정 역
- 이성욱 : 한대용 역
- 최덕문 : 김록이 역
- 김재화 : 최정미 역
- 김예은 : 재경 역
- 조수향 : 민지 역
- 김재록 : 집주인 역
- 황미영 : 편의점 사장 역
- 최재현 : 현정 남편 역
- 강종성 : 현정 시부 역
- 김민경 : 현정 시모 역
- 이용녀 : 록이 모 역
- 박영 : 록이 부 역
- 고다온 : 정미아기 서빈 역
- 정보람 : 위스키바 직원 역
- 오난주 : 가사도우미 역
- 최혜지 : 후배 여직원 역
- 박민지 : 커피숍 여대생 역
- 권현정 : 신부 우문기 신랑 역
- 형슬우 : 사진작가 역
- 이진선 : 거리 악사 역
- 오영주 : 헌혈의집 간호사 역
- 신혜옥 : 시집을 읽는 손님 역
- 윤형민 : 젊은 밴드 역
- 정지현 : 젊은 밴드 역
- 황혜림 : 젊은 밴드 역
- 이도윤 : 젊은 밴드 역
- 우성은 : 젊은 밴드 역
- 김희원 : 정미남편 역 (특별출연)
- 박지영 : 부동산사장님 역 (특별출연)

## 수상
- 2018년 제7회 마리끌레르 영화제 루키상 - 이솜
- 2018년 제27회 부일영화상 신인감독상 - 전고운
- 2018년 제55회 대종상 신인감독상 - 전고운
- 2018년 제55회 대종상 시나리오상 - 전고운
- 2018년 제38회 한국영화평론가협회상 신인감독상 - 전고운
- 2018년 제38회 한국영화평론가협회상 영평 11선
- 2018년 제19회 부산영화평론가협회상 여우주연상 - 이솜
- 2018년 제39회 청룡영화상 신인감독상 - 전고운

## 같이 보기
- 2018년 대한민국의 영화 목록